# Leuctra truncata
Leuctra truncata är en bäcksländeart som beskrevs av Peter Walter Claassen 1923. Leuctra truncata ingår i släktet Leuctra och familjen smalbäcksländor. Inga underarter finns listade i Catalogue of Life.